# Winlock (Washington)
Winlock es una ciudad ubicada en el condado de Lewis en el estado estadounidense de Washington. En el año 2000 tenía una población de 1.166 habitantes y una densidad poblacional de 414,5 personas por km².

## Geografía
Winlock se encuentra ubicada en las coordenadas 46°29′29″N 122°56′15″O / 46.49139, -122.93750.

## Demografía
Según la Oficina del Censo en 2000 los ingresos medios por hogar en la localidad eran de $30.000, y los ingresos medios por familia eran $38.875. Los hombres tenían unos ingresos medios de $31.667 frente a los $20.547 para las mujeres. La renta per cápita para la localidad era de $13.269. Alrededor del 19,0% de la población estaban por debajo del umbral de pobreza.